# Uncle Crusty
Uncle Crusty (Old Crusty) è un cortometraggio muto del 1915 scritto e diretto da Charles M. Seay.

## Produzione
Il film fu prodotto dalla Edison Company.

## Distribuzione
Distribuito dalla General Film Company, il film - un cortometraggio in una bobina - uscì nelle sale cinematografiche degli Stati Uniti il 2 gennaio 1915.